# Kyushu Q1W
O Kyūshū Q1W Tokai (東海 "Mar Oriental") foi um bombardeiro leve de patrulha desenvolvido para a Marinha Imperial Japonesa durante a Segunda Guerra Mundial. O nome de código aliado para esta aeronave era Lorna. Embora se apresentasse similar ao bombardeiro médio alemão Junkers Ju 88, o Q1W era muito mais pequeno e tinha muitos detalhes diferentes no seu design.

## Especificações
O armamento desta aeronave era puramente defensivo, adequado para uma aeronave militar desta classificação. Tinha uma arma de fogo de 7,7 mm Tipo 92, montada em um suporte flexível na parte traseira da cabine da tripulação, enquanto um ou dois canhões de 20 mm de tiro dianteiro Tipo 99 podiam ser montados se necessário. Internamente, o Q1W poderia fazer uso de até 500 quilos de carga composta de bombas (2 x 250 kg) ou bombas de profundidade, estas últimas para missões de caça anti-submarina.
A produção da Kyushu Q1W foi severamente limitada e, portanto, apenas um punhado de designações existiam para as suas variantes. O Q1W1 foi usado para designar o protótipo único e o seu modelo de produção de primeira execução, o "Mar Oriental". O Q1W2 representou o modelo de produção diferenciado pelo seu uso de madeira ao longo das superfícies da cauda. O Q1W1-K "Tokai-Ren" ("Mar Oriental de Treino") foi um único exemplo de quatro assentos para treino e instrução de tripulações, mas que porém nunca se materializou em número.
O Q1W1 era alimentado por dois motores a pistão radial de 9 cilindros da série Hitachi Amakaze-31, cada um avaliado em 610 cavalos de potência. A velocidade máxima era de 322 quilómetros por hora com um alcance de 1,342 km. O tecto de serviço foi limitado nos 4.490 metros de altitude, com uma taxa de subida de 229 metros por minuto. O peso vazio era de 3102 kg, com um peso máximo de descolagem de 5318 kg.
À medida que o esforço de guerra japonês desmoronou, vários Q1W1 foram utilizados em missões Kamikaze contra navios aliados.